# Baie de Khaïpoudyr
La baie de Khaïpoudyr ou Baie Khaïpoudyrskaïa (en russe : Хайпудырская губа) est un golfe situé dans la mer de Petchora (au sud-est de la mer de Barents) entre la côte de la péninsule Iougorski et la zone marécageuse située sur le continent, au sud de l'île Dolgui. Administrativement, la baie est située dans le district autonome de Nénétsie, okroug autonome de l'oblast d'Arkhangelsk, au nord de la Russie.
La baie de Khaïpoudyr possède, en son sein, une baie plus petite. La longueur maximale de la baie est de 80 km, elle mesure 60 km à son embouchure. La petite baie située à l'intérieur de la baie de Khaïpoudyr est souvent confondue avec la baie elle-même. Sa forme est ronde et elle est située au sud-ouest de la baie de Khaïpoudyr. Sa longueur est de 33 km et elle mesure 15 km de large à son embouchure (au nord). Ses eaux sont très peu profondes avec une profondeur comprise entre 1 et 2 m seulement. 
La température de l'eau en surface est de 7 °C en été, les eaux de la baie sont gelées en hiver. Les fleuves Naulyakha, Talotayakha, Moreyu et Korotaikha se jettent dans la baie de Khaïpoudyr. 